# Mesabolivar junin
Mesabolivar junin är en spindelart som beskrevs av Huber 2000. Mesabolivar junin ingår i släktet Mesabolivar och familjen dallerspindlar.
Artens utbredningsområde är Peru. Inga underarter finns listade i Catalogue of Life.